# Subniso
Subniso is een geslacht van weekdieren uit de klasse van de Gastropoda (slakken).

## Soorten
- Subniso hipolitensis (Bartsch, 1917)
- Subniso osorioae Raines, 2003
- Subniso rangi (de Folin, 1867)